# Round Top (Nueva York)
Round Top es un lugar designado por el censo ubicado en el condado de Greene en el estado estadounidense de Nueva York. En el Censo de 2020 tenía una población de 920 habitantes y una densidad poblacional de 40,44 habitantes por km². Fue incluido como CDP en el censo de 2020.

## Geografía
Round Top se encuentra ubicado en las coordenadas 42°16′08″N 74°01′38″O / 42.26889, -74.02722. Según la Oficina del Censo de los Estados Unidos,  tiene una superficie total de 22,75 km², de la cual 22,67 km² corresponden a tierra firme y 0,08 km² a agua.